# Gan’en-Kloster in Hongcheng
Das Gan’en-Kloster in Hongcheng (chinesisch 红城感恩寺, Pinyin Hóngchéng Gǎn’ēn sì, englisch Gan'en Temple in Hongcheng) in der Großgemeinde Hongcheng des Kreises Yongdeng der nordwestchinesischen Provinz Gansu ist ein Kloster des tibetischen Buddhismus aus der Zeit der Ming-Dynastie und Qing-Dynastie. Es ist bekannt für seine buddhistischen Wandmalereien aus der frühen Ming-Zeit.
Das Gan'en-Kloster steht seit 2006 auf der Liste der Denkmäler der Volksrepublik China (6-797).